# Institut européen d'administration des affaires
INSEAD (/ɪnsiːæd/ IN-see-ad), fondato nel 1957, è una scuola di direzione aziendale, un istituto di ricerca, e una delle più prestigiose e selettive business schools al mondo.
INSEAD è riconosciuta per il suo programma di MBA, premiato come uno dei migliori a livello internazionale dal Financial Times, assieme a quelli offerti da Harvard Business School, Stanford Graduate School of Business, e The Wharton School of The University of Pennsylvania.
Offre corsi di dottorato di ricerca e di master specialistici, e di MBA nei campus in Europa (Francia) e Asia (Singapore). È accreditata AACSB, EQUIS e AMBA.

## Storia

### Gli inizi (1957-1960)
Il progetto dell'INSEAD fu presentato nel 1955 alla Camera di Commercio e Industria di Parigi. La scuola venne fondata nel 1957 con l'ambizione di creare in Europa un'istituzione paragonabile all'università americana di Harvard, dove i tre fondatori avevano studiato. La scuola era ed è interamente finanziata con fondi privati e trovò una prima sede nel castello di Fontainebleau.
Gli allievi del primo corso furono 57, provenienti da tutta Europa, ma anche dal Marocco e dagli Stati Uniti.

### Lo sviluppo (1960-2000)
Fino al 1967 la scuola non accettava allieve femmine. La motivazione era che l'investimento non sarebbe stato redditizio, in quanto i posti da alto dirigente nella società francese dell'epoca erano preclusi alle donne e perciò vi sarebbe stato il rischio che le laureate potessero abbandonare la carriera per occuparsi della famiglia. Tuttavia negli anni precedenti il Sessantotto il movimento femminista si sviluppò. Perciò nel febbraio 1967 il comitato di direzione accettò due candidature femminili. Per gli eccellenti risultati delle due allieve e considerato che esse erano riuscite a trovare dei posti di lavoro qualificati, l'anno successivo furono accettate quattro candidate femmine.
Nel 1971 è stato fondato il Centre européen d'éducation permanentel. Si tratta di un corso di formazione continua per quadri delle grandi imprese.
Nel 1969 la scuola si è trasferita in un nuovo campus, sempre a Fontainebleau.
Nel 1974 nacque un programma dedicato alle imprese asiatiche.
Nel 1993 venne inaugurato il corso di dottorato.

### L'internazionalizzazione (2000-)

Il campus di Singapore

Nel 2000 è stato aperto il campus di INSEAD a Singapore.
Nel 2006 è stato aperto un centro di ricerca in Israele e l'anno successivo è stato inaugurato il centro di Abu Dhabi, negli Emirati Arabi Uniti.
L'INSEAD ha stretto nel 2001 un'alleanza strategica con la Wharton School of the University of Pennsylvania. La scuola ha stretto un analogo rapporto con l'Università Tsinghua di Pechino.
L'INSEAD fa parte del progetto "Sorbonne Universités" in quanto membro fondatore nel 2012.
Nel 2016 e nel 2017 l'INSEAD ha ottenuto il primo posto nella classifica dei migliori MBA sul Financial Times.
INSEAD è accreditata a livello internazionale dalla Association to Advance Collegiate Schools of Business (AACSB), dalla European Foundation for Management Development (EFMD) e dalla Association of Masters in Business Administration (AMBA), rientrando tra gli istituti francesi appartenenti alla "triple crown".

## Campus
L'INSEAD ha due campus: il campus originario si trova a Fontainebleau, vicino a Parigi in Francia. Il secondo è nel distretto di Buona Vista nella città-stato Singapore. Il loro nome ufficiale è Campus Europa e Campus Asia.
L'INSEAD ha anche un centro per la formazione dirigenziale ad Abu Dhabi, una sede nordamericana a San Francisco e un centro di ricerca in Israele.

## Il Nome
Il nome INSEAD era una contrazione di "Institut Européen d'Administration des Affaires" (Istituto Europeo di Business Administration), Tuttavia, dopo l'apertura di un campus in Asia all'inizio degli anni 2000 e il riposizionamento per una missione globale, l'università ha iniziato a evitare di usare il suo vecchio nome, che includeva il nome specifico del luogo "Europa". Ora, solo "INSEAD" è riconosciuto come il suo nome ufficiale . L'attuale logo ha INSEAD avvolto in un cerchio riempito di verde, che rappresenta il globo e il motto "Business School for the World", segnalando la sua missione globale.

## Rettori
- 1959-1964 Olivier Giscard d'Estaing
- 1964-1971 Roger Godino
- 1971-1976 Dean Berry
- 1976-1979 Uwe Kitzinger
- 1979-1980 Claude Rameau
- 1980-1982 Heniz Thanheiser
- 1982-1986 Claude Rameau & Heniz Thanheiser
- 1986-1990 Philippe Naert & Claude Rameau
- 1990-1993 Claude Rameau & Ludo Van der Heyden
- 1993-1995 Antonio Borges & Ludo Van der Heyden
- 1995-2000 Antonio Borges
- 2000-2006 Gabriel Hawawini
- 2006-2011 Frank Brown[6]
- 2013-oggi Ilian Mihov
- (Dal 1 Settembre 2023) Francisco Veloso[15]